# Miss Piauí 2015
Miss Piauí 2015 foi a 57ª edição do tradicional concurso de beleza feminina do Estado que teve como intuito selecionar dentre várias candidatas do interior e litoral, a melhor, para que esta possa representar sua cultura e beleza no certame de Miss Brasil 2015. O evento é coordenado há trinta anos pelo colunista social Nelito Marques e contou com a participação de treze candidatas  municipais em busca do título que pertencia à Verbiany Leal. O concurso foi realizado no Teatro Quatro de Setembro sob apresentação de Deise Nunes.

## Resultados

### Colocações
| Posição    | Cidade e Candidata                |
| Miss Piauí | - Picos - Letícia Alencar         |
| 2º. Lugar  | - Teresina - Aline Machado        |
| 3º. Lugar  | - Floriano - Anna Beatriz         |
| 4º. Lugar  | - Miguel Alves - Paloma Rodrigues |
| 5º. Lugar  | - Luís Correia - Garlanna Veras   |

### Prêmios Especiais
- O concurso distribuiu os seguintes prêmios este ano:[4]

| Prêmio         | Município e Candidata             |
| Miss Simpatia  | - Passagem Franca - Ângela Silva  |
| Miss Elegância | - Miguel Alves - Paloma Rodrigues |
| Miss Internet  | - Picos - Letícia Alencar         |

### Ordem do Anúncio

#### Top 05
1. Miguel Alves
2. Floriano
3. Luís Correia
4. Picos
5. Teresina

## Quadro de Prêmios

### Prêmios Secundários
Além dos prêmios especiais, o concurso também distribuiu:
| Prêmio               | Município e Candidata                  |
| Miss Rosto           | - Piracuruca - Joyce Medeiros          |
| Miss Passarela       | - Teresina - Aline Machado             |
| Miss Dinamismo       | - Monsenhor Gil - Nathália Havana      |
| O Mais Belo Vestido  | - Teresina - Aline Machado             |
| Miss Desenvoltura    | - Buriti dos Lopes - Karollyna Portela |
| Miss Beleza e Charme | - Batalha - Flávia Cristina            |
| Miss Região Sul      | - Floriano - Anna Beatriz              |
| Miss Sorriso         | - Inhuma - Karla Silva                 |
| Miss Praia           | - Luís Correia - Garlanna Veras        |

## Jurados

### Final
Ajudaram a escolher a vencedora:
1. Graça Mota, Miss Piauí 1965;
2. Marina Lima, Miss Piauí 2008;
3. Fernanda Cardoso, empresária;
4. Clarissa Baião, dona da Loja Nyx;
5. Boanerges Gaeta, ex-diretor do Miss Brasil.
6. João Vasconcelos, produtor cultural;
7. Cláudia Costa, empresária;
8. Igor Leite, publicitário.

## Candidatas
As candidatas ao título deste ano:
- Batalha - Flávia Cristina
- Buriti dos Lopes - Karollyna Portela
- Floriano - Anna Beatriz
- Inhuma - Karla Silva
- Luís Correia - Garlanna Veras
- Miguel Alves - Paloma Rodrigues
- Monsenhor Gil - Nathália Havena
- Passagem Franca - Ângela Silva
- Picos - Letícia Alencar
- Piracuruca - Joyce Medeiros
- Teresina - Aline Machado
- Valença - Joana Pimentel